# Plexaura flexuosula
Plexaura flexuosula is een zachte koraalsoort uit de familie Plexauridae. De koraalsoort komt uit het geslacht Plexaura. Plexaura flexuosula werd in 1917 voor het eerst wetenschappelijk beschreven door Kükenthal. 